# Ageu

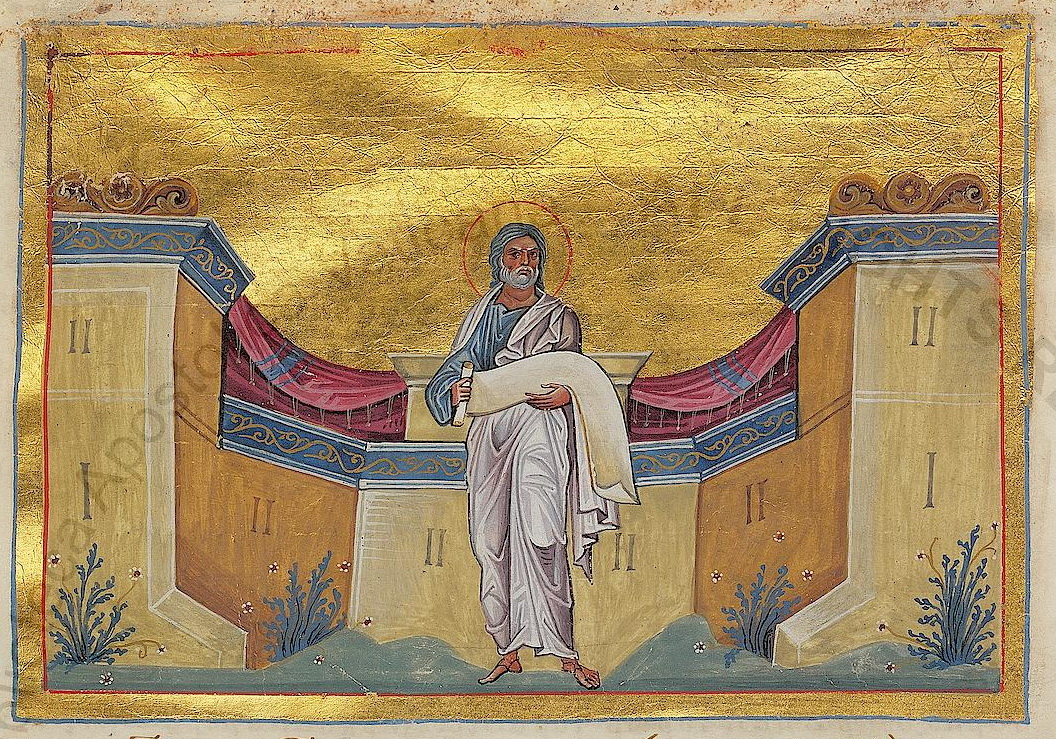
Miniatura do profeta Ageu, no Menológio de Basílio II, por volta de 985, em Constantinopla.

Ageu ou Hageu (em hebraico:  חַגַּי; em grego coiné: Ἀγγαῖος; em latim: Aggeus) foi um profeta judeu que viveu durante a construção do Segundo Templo em Jerusalém e um dos doze profetas menores na Bíblia hebraica e autor do Livro de Ageu. Seu nome significa "meu aniversário".

## Biografia
Ele foi o primeiro dos três profetas (com Zacarias, seu contemporâneo, e Malaquias, que viveu em torno de cem anos depois) que pertenceu ao período da história judaica a qual iniciou após o retorno do cativeiro na Babilônia.

## Nome
Ageu também é chamado de Hageu na Igreja Ortodoxa Copta, Haggay é o nome de Ageu no Judaísmo.